# Transplantation de pénis
La transplantation de pénis est une opération chirurgicale consistant à greffer un pénis à un patient souffrant d'une pathologie ou ayant eu cet organe amputé (cancer, accident). Il peut s'agir d'une autogreffe réalisée notamment lors de certaines émasculations, d'une allogreffe, pénis prélevé sur un donneur mort, ou d'un pénis artificiel constitué de cellules prélevées sur du tissu musculaire et assemblées sur un échafaudage de matériau biocompatible.

## Expérimentations animales
En 2006, des chercheurs américains ont réussi à remplacer un pénis de lapin par un pénis cultivé en laboratoire. Le pénis artificiel a été fabriqué sur une matrice d'un matériau biocompatible à partir des propres cellules du lapin. Il contenait des nerfs et des vaisseaux sanguins lui permettant de devenir complètement fonctionnel.

## Transplantations humaines
Dans les années 2000, la technique de l'autogreffe de pénis, quand elle est encore possible, est considérée comme acquise, à l'opposé de l'allogreffe qui soulève des problèmes immunologiques et psychologiques, le bénéficiaire de la greffe devant accepter l'organe viril d'un donneur mort.
La première allogreffe de pénis sur un homme est réalisée le 21 septembre 2005 par l'équipe du Pr Weilie Hue, du département d'urologie de l'hôpital de Guangzhou en Chine. L'opération microchirurgicale a lieu sur un homme de 44 ans victime d'une amputation du pénis lors d'un accident de voiture. Le donneur est un jeune homme de 22 ans, en état de mort cérébrale, ayant des caractéristiques immunitaires compatibles avec le receveur. Quatorze jours plus tard, le receveur demande et subit l'ablation de ce pénis, en raison de sévères problèmes psychologiques du bénéficiaire de la greffe et de sa femme.
Une équipe du professeur Frank Graewe, chef du département de chirurgie reconstructive à l'université de Stellenbosch en Afrique du Sud, annonce la première allogreffe de pénis réussie qui a lieu le 11 décembre 2014 sur un patient âgé de 21 ans à l'hôpital Tygerberg (en) du Cap. Le bénéficiaire de la greffe de pénis prélevé sur un donneur décédé avait été amputé à la suite d'une infection consécutive à une circoncision mal effectuée lors d'une cérémonie traditionnelle africaine. Il a recouvré toutes les fonctions urinaires et reproductives de son organe trois mois après l'opération.
Le cas d'une transplantation comprenant pénis, scrotum ainsi qu'une partie de paroi abdominale, a été publiée en 2019,.
En 2020, toutes les transplantations de pénis ont été réalisées sur des hommes cisgenres.